# Cephalallus
Cephalallus är ett släkte av skalbaggar. Cephalallus ingår i familjen långhorningar.
Kladogram enligt Catalogue of Life:
| Cephalallus | \| \| Cephalallus oberthuri \| \| \| \| \| \| Cephalallus ryukyuensis \| \| \| \| \| \| Cephalallus unicolor \| \| \| \| |
|             | \| \| Cephalallus oberthuri \| \| \| \| \| \| Cephalallus ryukyuensis \| \| \| \| \| \| Cephalallus unicolor \| \| \| \| |
|             | Cephalallus oberthuri |
|             | |
|             | Cephalallus ryukyuensis                                                                                                  |
|             | |
|             | Cephalallus unicolor |
|             | |